# Глубинная бомба

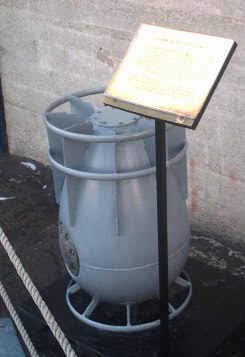
Американская глубинная бомба времён Второй Мировой Mark IX

Глубинная бомба — один из видов оружия Военно-морского флота (ВМФ), предназначенный для борьбы с погружёнными подводными лодками, снаряд с сильным взрывчатым веществом или атомным зарядом, заключённым в металлический корпус цилиндрической, сфероцилиндрической, каплеобразной или др. формы. Взрыв глубинной бомбы разрушает корпус подводной лодки и приводит к её уничтожению или повреждению. 
Подразделяются на авиационные и корабельные; последние применяются пуском реактивных глубинных бомб с пусковых установок, выстреливанием из одноствольных или многоствольных бомбомётов и сбрасыванием с кормовых бомбосбрасывателей.

## История
Глубинные бомбы нашли широкое применение в Первой мировой войне. Уроки первых месяцев войны заставили военно-морское руководство держав Антанты обратить особое внимание на создание новых противолодочных средств и разработку форм и способов борьбы с подводными лодками. В качестве такового стали использовать подрывные патроны, явившиеся, в сущности, прообразом глубинных бомб: шестикилограммовые патроны с зажженным огнепроводным шнуром сбрасывались с миноносцев в предполагаемом месте нахождения подводной лодки. 
Первый образец глубинной бомбы был создан в 1914 году и после испытаний поступил на вооружение британского военно-морского флота. 
Первые варианты российских глубинных бомб были разработаны в конце 1915 года, первый практический образец — в январе 1916 года и испытан в марте 1916 в Севастополе; в апреле бомбами Щиголева (бомбы 4В и 4В-М) вооружили уже все эсминцы и часть тральщиков Черноморского флота. Всего за 1916 год на флоты поступило 7800 глубинных бомб, в том числе 800 бомб Шрейбера, 6300 Аверкиева и 700 Щиголева. В начале 1917 года появилась большая глубинная бомба 4В-Б, приближавшаяся по мощности к английской бомбе О и американским Маrk II и Mark III. Эти бомбы сбрасывались с минных рельсов. С 1915 года малыми (3 кг) и большими (16 кг) шаростатическими глубинными бомбами оснащались и гидросамолёты.. В Первую Мировую войну так и не удалось создать прибор для точного определения глубины нахождения лодки, поэтому многие атаки завершились неудачно из-за того, что взрыватели бомб были установлены на слишком большую или слишком малую глубину; в начале Второй Мировой войны противолодочные корабли оказались в аналогичном положении.
Глубинные бомбы оставались важнейшим видом противолодочного вооружения во Второй мировой войне. Глубинная бомба совершенствовалась в направлении увеличения глубины взрыва и создания разнообразных калибров бомб. Росло число носителей этого оружия, им стала, в частности, и авиация. Все подобные бомбы погружались под действием силы тяжести со скоростью 2,1—2,3 м/с, конструктивно выполнялись в виде цилиндрическо-конического корпуса, заполненного зарядом взрывчатого вещества внутри которого помещался взрыватель; эта конструкция не претерпела принципиальных изменений вплоть до 1950-х годов.
Ядерные глубинные бомбы, появившиеся после войны, были сняты с вооружения в 1990-х годах. В наши дни[когда?] глубинные бомбы интенсивно заменяются более точным оружием (например, ракета-торпеда).
В настоящее время[когда?] на вооружении авиации ВМФ РФ состоит противолодочная авиационная бомба ПЛАБ-250–120: вес бомбы — 123 кг (из которых вес ВВ составляет около 60 кг), длина — 1500 мм, диаметр — 240 мм.

## Принцип действия

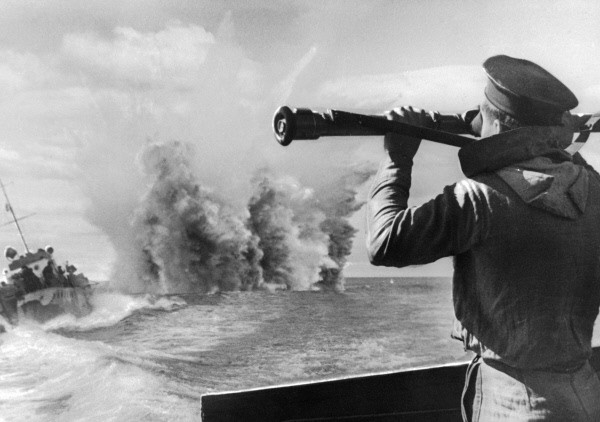
Корректировщик на палубе наблюдает в стереотрубу за процессом бомбометания

Основан на практической несжимаемости воды. Взрыв бомбы разрушает или повреждает корпус подводной лодки на глубине. При этом энергия взрыва, моментально возрастая до максимума в центре, переносится к цели окружающими водными массами, через них деструктивно воздействуя на атакуемый военный объект. По причине высокой плотности среды взрывная волна на своём пути не теряет существенно исходную мощность, но с увеличением расстояния до цели энергия распределяется на большую площадь, и соответственно, радиус поражения ограничен.
Обычно глубинные бомбы скатывают с кормы корабля или выстреливают ими из бомбомётной установки. Глубинные бомбы могут также сбрасываться с летательных аппаратов (самолёты, вертолёты), доставляться до места обнаружения подводной лодки с помощью ракет. Устойчивое положение глубинной бомбе сфероцилиндрической и каплеобразной формы при движении на траектории придаётся хвостовым оперением — стабилизатором. 
Подрыв глубинной бомбы осуществляется взрывателем, который может срабатывать: при ударе бомбы о корпус подводной лодки; на заданной глубине; при прохождении бомбы на расстоянии от подводной лодки, не превышающем радиуса действия неконтактного взрывателя. 
Глубинные бомбы отличаются своей низкой точностью, поэтому для уничтожения одной подводной лодки их требуется значительное количество, иногда около сотни бомб.